# Субботин, Александр Леонидович
Алекса́ндр Леони́дович Суббо́тин (24 января 1927 года, Москва, СССР — 2 января 2017 года, там же, Россия) — советский и российский философ, специалист в области логики, методологии науки и истории западноевропейской философии. Доктор философских наук, ведущий научный сотрудник ИФ РАН. Один из авторов «Новой философской энциклопедии» и «Философия: Энциклопедический словарь».

## Биография
В 1950 году окончил философский факультет МГУ имени М. В. Ломоносова, а в 1953 году аспирантуру того же факультета.
В 1954—1955 годах ассистент кафедры логики философского факультета МГУ им. М. В. Ломоносова.
В 1954 году в МГУ имени М. В. Ломоносова защитил диссертацию на соискание учёной степени кандидата философских наук по теме «Природа абстракции и общественная практика (Анализ видов научной абстракции)».
В 1954—1962 годах научный консультант журнала «Вопросы философии».
С 1962 — старший научный сотрудник в ИФ АН СССР.
С 1964 по 1969 год — доцент кафедры философии Московского экономико-статистического института.
В 1968 году в Институте философии АН СССР защитил диссертацию на соискание учёной степени доктора философских наук по теме «Об отношении традиционной формальной логики к символической».
До сентября 1986 года — в секторе логики.
С сентября 1986 по март 1987 года — в секторе истории философии стран Западной Европы и Америки.
С марта 1987 года — в секторе логики.
С октября 1987 года — в секторе логики научного познания.
С июня 1989 года — в секторе общей методологии науки.
С марта 1991 года — в лаборатории информационного обеспечения исследовательских программ.
С октября 2009 года — в секторе истории западной философии.
Автор сборника стихов «Поздние цветы» (М., 1994).

## Научная деятельность
В области формальной логики главным результатом изысканий философа стало истолкование и выражение логики Аристотеля с точки зрения алгебры в виде полурешётки с нулём. В области истории философии занимался изданием классических философских сочинений, а также подготовкой сопроводительных статей и примечаний к некоторым из них:
- «Сочинения» Ф. Бэкона (в 2 т. М., 1971-72; 2-е изд. — 1977-78);
- «Сочинения» Г.-В. Лейбница (в 4 т. Т. 3. М., 1984);
- «Сочинения» Дж. Локка (в 3 т. Т. 3. М.,1988);
- «Поэмы» А. Поупа (М., 1988);
- «Сочинения» Эразма Роттердамского (М., 1991);
- «Логика, или искусство мыслить» А. Арно и П. Николя (М., 1991; 2-е изд. — 1997);
- Сочинения Я. А. Коменского (М., 1997);
- «Басня о пчелах» Б. Мандевиля (М., 2000).

Являлся переводчиком с английской книги Я. Лукасевича «Аристотелевская силлогистика с точки зрения современной формальной логики» (М., 1959; 2-е изд. — 2000), а также философских и сатирических поэм А. Поупа («Опыт о критике»), Б. Мандевиля («Возроптавший улей, или Мошенники, ставшие честными»), С. Батлера («Слон на Луне»).

## Научные труды

### Монографии
- Теория силлогистики в современной формальной логике. М., 1965;
- Традиционная и современная формальная логика. М., 1969;
- Концепция методологии естествознания Джона Гершеля.

### Статьи
- Принципы гносеологии Локка // Вопросы философии. 1955. № 2;
- О цепях классических силлогизмов // Философские науки. 1959. № 3;
- Математическая логика — ступень в развитии формальной логики // Философские науки. I960. № 9;
- Смысл и ценность формализации в логике // Философские вопросы современной формальной логики. М., 1962;
- Аристотелевская силлогистика с точки зрения алгебры // Формальная логика и методология науки. М., 1964;
- Идеализация как средство научного познания // Проблемы логики научного познания. М., 1964;
- Шекспир и Бэкон // Вопросы философии. 1964. № 2;
- Алгебраическая полуструктура и традиционная формальная логика // Логическая семантика и модальная логика. М., 1967;
- Наследие Эразма // От Эразма Роттердамского до Бертрана Рассела. М., 1969;
- Соображения о построении индуктивной логики. (В соавт.) // Вопросы философии. 1969. № 2;
- По следам «Нового органона» // Вопросы философии. 1970. № 9;
- О некоторых подходах к классификации логических систем // Философские науки. 1970. № 4;
- Фрэнсис Бэкон и античность // Вопросы философии. 1972. № 2;
- О характере и теории индуктивных умозаключений. (В соавт.) // Логика и эмпирическое познание. М., 1972;
- Фрэнсис Бэкон. М., 1974; Формальная логика и содержательное познание // Творческая природа научного познания. М., 1984;
- Бернард Мандевиль. М., 1986;
- Понятие естественнонаучного закона: мнимые и реальные проблемы // Логика научного познания. М., 1987;
- Органон содержательного мышления // Вопросы философии. 1988. № 2;
- Какие идеалы Просвещения имеют ценность сегодня? // Историко-философский ежегодник. 1988. М., 1988;
- Органон содержательного мышления // Исследования по логике научного познания. Материалы международного симпозиума. М., 1990;
- Логические исследования Лейбница: традиция и новаторство // Историко-философский ежегодник-1995. М., 1996;
- Джон Локк // Исторический лексикон. XVII век. М., 1998;
- Послесловие к кн. В. Вундта «Введение в философию». М., 1998;
- статьи: Бэкон Ф., Локк Дж., Договор общественный, Идеализация, Классификация и др. (всего 16 статей) // Новая философская энциклопедия: В 4 т. М., 2000—2001; Классификация. М., 2001;
- статьи: Мандевиль Б., Милль Дж. С, Эразм Роттердамский, Первичные и вторичные качества и др. (12) // Философия: Энциклопедический словарь. М., 2006;